# بلال (مغني لبناني)
بلال هو مغني لبناني، ولد في 1983.

## وصلات خارجية
- بلال على موقع ديسكوغز (الإنجليزية)